# Спасо-Преображенский собор (Выборг)
Спа́со-Преображе́нский собо́р — православный храм на Соборной площади города Выборга, кафедральный собор Выборгской епархии Русской православной церкви. Считается наиболее видным памятником архитектуры периода классицизма в Выборге.

## История

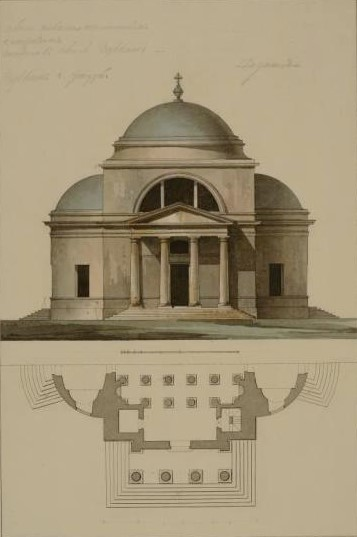
Львов Н.А. Спасо-Преображенский собор в Выборге. 1787 г. Государственный научно-исследовательский музей архитектуры имени А.В. Щусева. ГНИМА ОФ-878/4

Заложен по указу Екатерины II, отданному 18 декабря 1786 года, по проекту архитектора Николая Львова (с изменениями, внесёнными Выборгским губернским архитектором И. Брокманом, который уменьшил размеры храма, оставив весь декор неизменным). Первоначально храм был построен купольным, его портик, расположенный перед главным входом, состоял из колонн тосканского ордера. В течение следующего столетия храм регулярно менял свой внешний вид. Изначально колокольней этого храма служила Часовая башня, но затем была выстроена новая, стоявшая отдельно от него колокольня. Несколько позже храм и колокольню соединили.
После учреждения 5 сентября 1859 года Выборгского викариатства Санкт-Петербургской епархии храм стал кафедральным собором города Выборга.
В 1863—1866 была перестроена трапезная (арх. Григорий Карпов), в 1888—1898 реконструированы колокольня и алтарь (арх. А. Исаксон). В трапезной помещены Никольский и Скорбященский приделы.
24 октября 1892 года Выборгское викариатство было преобразовано в самостоятельную Выборгскую и Финляндскую епархию Русской православной церкви, и собор стал её главным храмом. Поскольку с момента постройки прошло уже более века, то была проведена реконструкция, в результате которой собор и получил современный облик.

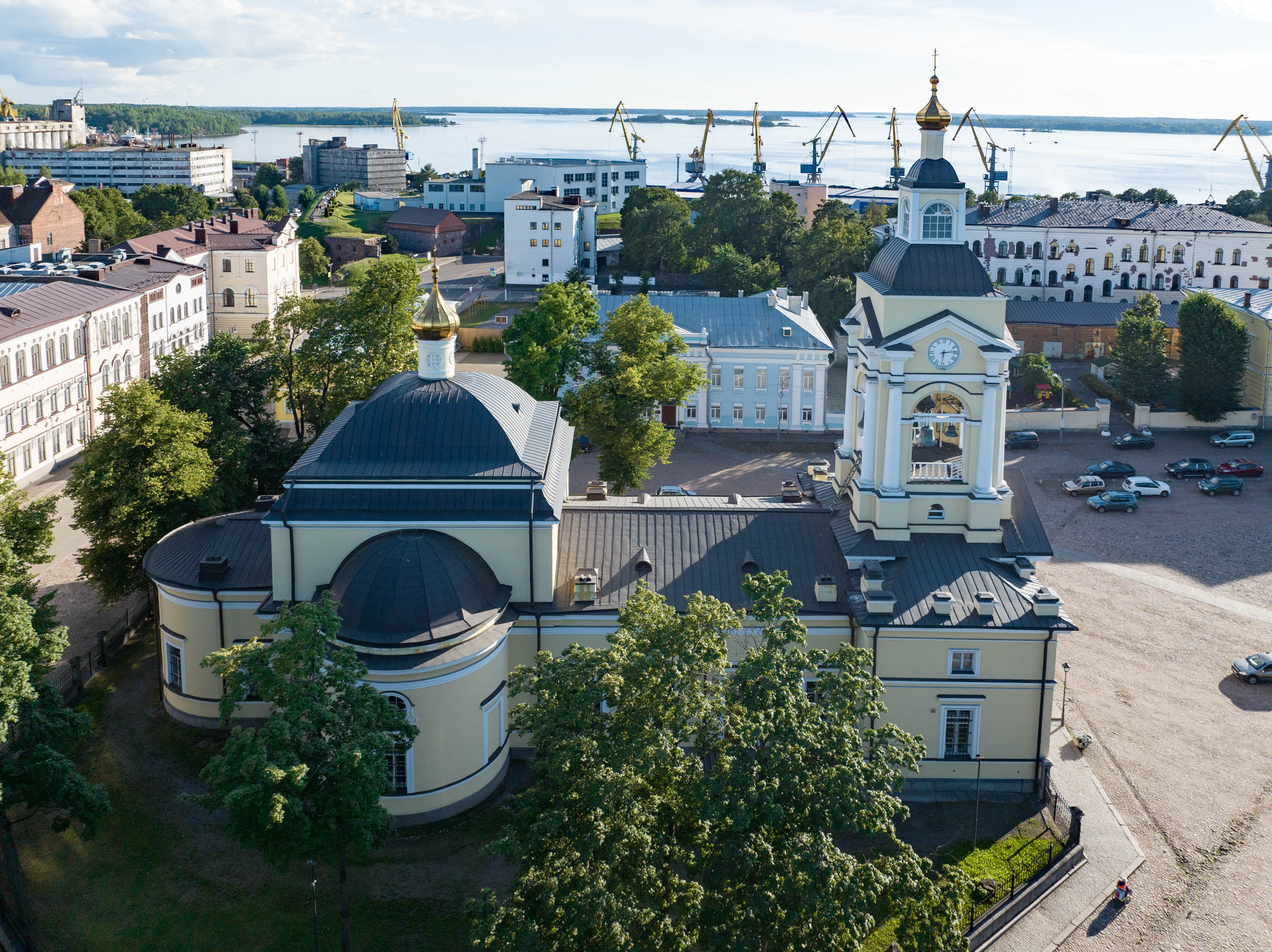
Современный вид (2022 год)

11 февраля 1921 года Выборгская и Финляндская епархия была преобразована в Финляндскую автономную православную церковь. С 1947 года, после советско-финской войны, собор снова стал относиться к Русской православной церкви. В 1962 году в Русской православной церкви был восстановлен титул «епископ Выборгский» для викариев Ленинградской (Санкт-Петербургской) епархии.
Протоиерей Лев Церпицкий, назначенный в 1990 году настоятелем собора, сразу же начал реставрационные работы, в ходе которых была заменена изношенная кровля и укреплены фасады. Благодаря стараниям настоятеля было восстановлено внутреннее убранство собора, расчищены старинные росписи, установлен новый иконостас и иконные киоты, приобретена богослужебная утварь и всё необходимое для проведения богослужений.
Решением Священного Синода Русской православной церкви от 12 марта 2013 года восстановлена самостоятельная Выборгская епархия, и собор стал кафедральным храмом епископа Выборгского и Приозерского. До 2017 года в храме находились кабинет правящего архиерея, секретаря епархии, канцелярия и бухгалтерия, впоследствии размещённые в соседнем здании.

## Часы на колокольне
На колокольне собора в 1797 году были установлены башенные часы, однако их бой стал перебивать звон часов с соседней башни городского полицейского управления. В связи с этим, а также по причине ветхости механизма, часы в XIX веке решили разобрать (снова часы на колокольне собора появились только в 2012 году).